# DOOR TO DOOR
「DOOR TO DOOR〜僕は脳性まひのトップセールスマン〜」（ドア トゥ ドア ぼくはのうせいまひのトップセールスマン）は、2009年3月29日にTBS系列で放送された単発スペシャルのテレビドラマ。
アメリカの実在の人物ビル・ポーターの半生を描いたシェリー・ブレイディのエッセイ『Ten Things I Learned from Bill Porter（訳名『きっと「イエス」と言ってもらえる』）』を原作とし、脳性麻痺による障害を抱えながらもセールスマンとして活躍する青年を二宮和也が演じる。「少しは、恩返しができたかな」「マラソン」に続く、二宮主演の感動ドラマ第3弾となる。視聴率9.3%。作中で使われる「DOOR TO DOOR」とは、訪問販売、(電話やネットではない)直接顔を合わせた人と人の交流、及び心のドアを開くなどの意味で使われている。

## あらすじ
専門学校を出た脳性麻痺の青年・倉沢英雄は、母・美津江から渡された紹介状を手に「キラキラ商事」の採用面接に訪れる。出かける前英雄はいつものように美津江から、亡くなった父が優秀なセールスマンだった話を聞いて勇気をもらい、社長・名和信介に笑顔で自己紹介する。英雄は名和から「右半身と言葉に障害がある君には訪問販売は難しい」と告げられるが、熱意を見せて臨時社員として採用される。翌朝英雄は美津江の応援を受けて初出社するが名和から契約が取りにくい地域を任されてしまい、先輩社員・野崎さおりから心配される。
早速営業に行った英雄は何軒もの家のドアをノックするが、障害を見た住人にドアを閉められ障害者の訪問販売の難しさを実感する。数日後英雄はようやく一人の老婆・田村初音に商品の話をすることができたが「説明書が難しくて宝の持ち腐れになる」と断られてしまう。帰宅後父の格言を集めたノートからヒントをもらった英雄はその夜試行錯誤して浄水器の組み立てができるようになり、翌日田村の蛇口につけた所初めて商品が売れる。
その後正社員となった英雄は親しくなったさおりと飲みに行くが、彼女から事前に美津江が名和に採用を頼み込んでいたことを知らされる。自分の力で採用されたと思っていた英雄はショックを受け帰宅後母をなじると、翌朝これまでの心労により母が脳梗塞で倒れてしまう。美津江は一命を取り留めるが左半身に麻痺が残りリハビリのため入院し、一人暮らしとなった英雄は母に守られてきたことに気づき母を責めたことを悔やむ。
その後英雄は美津江の見舞いの傍ら仕事に励んで売上も伸ばし、訪問販売の仕事に喜びを感じた直後突然会社が倒産してしまう。しかし、英雄は名和に働きぶりを認められたおかげで、浄水器事業を引き継ぐネット通販会社のバイトとしてさおりと共に働けることになる。雑貨・コスメ部門のお客様相談窓口担当となった英雄は美津江の入院先の病院で首にアザのある男の子の母・伊藤千加子と知り合う。
千加子から病院で開かれる“メディカルメイク”教室の話に興味を持った英雄は、このメイク用の化粧品を訪問販売で扱うことを思いつく。英雄はさおりと協力して千加子の息子や初音たちを集めてメディカルメイクのやり方と専用の化粧品を試してもらうと事業が軌道に乗り始める。後日英雄は美津江を見舞うと、素顔で入院生活を送る母に口紅をプレゼントしこれまで支えてくれたことを感謝する。

## キャスト
倉沢英雄（22）：二宮和也（嵐）
本作の主人公。脳性麻痺により右半身の運動機能障害および、言語障害を持つ。障がいを抱えながらも子供の頃から母親の深い愛情と父が残したポジティブになれる様々な言葉を支えに日々を過ごしている。
ビジネス系専門学校でマーケティングとビジネス情報処理を学んだ後、面接をしてくれるというキラキラ商事に熱意を持って自分を売り込み臨時で採用される。その後、訪問販売を通して人と人との関わりを持って、社会人として成長していく。
英雄の父
作中では既に故人で登場はしない。英雄が小さい頃に亡くなっている。生前は車のセールスマンで、営業成績がよく何度も表彰された。生前に様々な言葉を残しており、美津江によって英雄に伝えられ、勇気づけている。また、冬場に着ていたコートは英雄によって形見として着られている。
野崎さおり（23）：加藤ローサ
キラキラ商事の営業社員で唯一の女性社員。自分を変えるきっかけがほしくて、過去に美容学校に行ったり色々なバイトを経験したり、ケータイ小説に応募するなどしているが上手く行かずに悶々としている。
同僚として英雄とは気の置けない存在で、自分のプライベートを話したり、後に転職して一緒に川嶋のネット通販会社で働くことになる。
名和信介（47）：渡辺いっけい
零細企業である株式会社キラキラ商事の社長。浄水器「キラキラウォーター」の訪問販売が主な業務の会社。当初は、面接に来た障害を持つ英雄を採用するつもりはなかったが、押し切られて臨時で雇った後、徐々に仕事ぶりを認めるようになる。
松宮貞夫（54）：金田明夫
英雄が浄水器の訪問販売で任された販売地域にあるマンションの管理人。マンション自体はセールスお断りだが、英雄が営業のためにマンション前を通り過ぎるため毎日顔を合わせ、気にかけるようになる。
墨田修治（51）：浅野和之
英雄の会社とは別のベテランの訪問販売員。訪問販売の営業を始めたばかりの英雄と出会い頭にぶつかって商品を壊してしまった。その代わりに、訪問販売のやり方を教えてくれたが、少々強引で詐欺まがいのやり方である。
橋本健二：柏原収史
キラキラ商事の営業社員。作中では「訪問販売は時代に合わない、お客さんに話すらちゃんと聞いてもらえない」などと不満を言って冒頭で退職した。
田村初音（75）：野村昭子
英雄が持ってきた浄水器を買った、事実上の最初の購入者。親切丁寧で人当たりの良い英雄の大ファン。現在はアパートに一人暮らしで、英雄と同い年ぐらいの孫がいる。ご近所のおばあさん仲間に浄水器を勧めるなど、英雄のファンを増やした。
伊藤千加子（38）：中島ひろ子
英雄が墨田と共に初めて訪問販売で浄水器を購入した相手。ただし、詐欺まがいのやり方で、倍以上の値段で購入してしまった（後に英雄から謝罪とともに過剰な購入代金分を返してもらった）。
作中では息子の首の辺りにアザがあり、最近それを友達にからかわれて落ち込んでいることに悩んでいる。
川嶋悦郎：堀部圭亮
インターネットによる通信販売会社の部長。英雄がキラキラ商事の次に就職した会社の上司。訪問販売に対して、人手も費用もかかることから否定的な考えを持つ。
名和は、以前一緒に働いていた商社の元上司である。その縁でキラキラウォーターのカートリッジ交換業務などを引き継いだ。
倉沢美津江（49）：樋口可南子
英雄の母親。母子家庭で、女手ひとつで息子を育ててきた。前向きで明るい性格で、英雄を優しく見守っている。昼夜パートの仕事をしており家でも朝早くから家事をするなど、作中では英雄が「母親がいつ寝ているのか知らない」というほどの働き者。また作中では「（英雄の身だしなみを手伝った後に）よし、お父さんみたいないい男になった」と言うのが最近の口癖とのこと。実は心臓が弱いことを英雄にも隠している。
その他
上月佐知子、俵木藤汰、池内直樹、神保京平　ほか

## スタッフ
- 原作：シェリー・ブレイデイ 『きっと「イエス」と言ってもらえる』（原題：Ten Things I Learned from Bill Porter）
- 脚本：寺田敏雄
- プロデューサー：山崎恆成、杉浦美奈子
- 演出：吉田健
- 音楽：笠松泰洋
- 挿入歌：ロッド・スチュワート「SMILE」
- 医療監修：高橋孝雄
- 医療指導：今井寛
- CG協力：OXYBOT
- 製作：TBS

## 原作本
Ten Things I Learned from Bill Porter, Shelly Brady, 2002.　邦訳　シェリー・ブレイディ　『きっと「イエス」と言ってもらえる』　宇丹貴代実訳、草思社、2004年。

## その他
- 主演の二宮は2008年放送の「流星の絆」とこの作品での演技で「08年度第46回ギャラクシー賞」個人賞をW受賞し所属事務所初の快挙となる。